# Protaetia tesari
Protaetia tesari är en skalbaggsart som beskrevs av Miksic 1965. Protaetia tesari ingår i släktet Protaetia och familjen Cetoniidae. Inga underarter finns listade i Catalogue of Life.